# Theodor von Saß (Landrat)
Theodor Otto Karl Gustav Freiherr von Saß (* 16. August 1833 auf dem Rittergut Komalmen bei Guttstadt, Ostpreußen; † 16. Juni 1894 ebenda) war ein deutscher Verwaltungsbeamter und Rittergutsbesitzer.

## Leben
Theodor von Saß studierte an der Albertus-Universität Königsberg Rechtswissenschaft. 1853 wurde er bei den Silber-Litthauern aktiv. Er trat nach dem Studium in den preußischen Staatsdienst und begann 1861 das Regierungsreferendariat bei der Regierung in Königsberg. Als Regierungsreferendar wurde er 1864 zunächst kommissarisch und 1865 endgültig zum Landrat des Kreises Heilsberg ernannt. Das Amt hatte er bis zu seinem Tod 1894 inne. Saß war Besitzer des Ritterguts Komalmen bei Guttstadt. Er starb im 61. Lebensjahr. Ein Sohn ist der Pfarrer Theodor von Saß.

## Ehrungen
- Charakter als Geheimer Regierungsrat (1889)[4]